# Hildegard Müller
Hildegard Müller (ur. 29 czerwca 1967 w Rheine) – niemiecka polityk, działaczka CDU, deputowana do Bundestagu. Od 2020 roku przewodnicząca Verband der Automobilindustrie.

## Życiorys
W 1994 r. ukończyła studia ekonomiczne na Uniwersytecie w Düsseldorfie. Od 1995 roku pracowała jako kierownik oddziału Dresdner Banku.
Od 1998 do 2002 r. przewodnicząca organizacji młodzieżowej CDU – Junge Union. Od 2002 do 2008 była członkiem Bundestagu. Od 2005 do 2008 r. była sekretarzem stanu w urzędzie kanclerskim w I rządzie Angeli Merkel. W latach 2008–2016 stała na czele Bundesverband der Energie- und Wasserwirtschaft (BEW).
Jest katoliczką, członkiem Centralnego Komitetu Katolików Niemiec (Zentralkomitee der deutschen Katholiken).
Zamężna. Ma jedną córkę.